# Wicket
Het wicket is een term in het cricket. De betekenis hangt af van de context, meestal wordt de samenstelling van stumps en bails bedoeld. Het kan de volgende betekenissen hebben:

## De samenstelling van stumps en bails

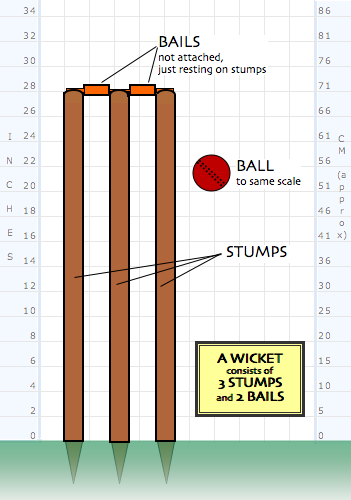

Het wicket is het geheel van 3 stumps en 2 bails samen. Met de stumps worden de 3 palen bedoeld, die enkele centimeters in de grond staan. Boven op de stumps liggen 2 bails. De bails dienen ter controle om te kunnen zien of het wicket daadwerkelijk is geraakt.  Als deze op de grond vallen, is het wicket geraakt, en kan de batsman uit zijn.

## Uitgaan van de batsman
Als de batsman uit is, is er in cricket ook sprake van een wicket. De bal moet wel op een geldige manier zijn gebowld (ingegooid) op het wicket. Er zijn ook andere manieren de batsman uit te krijgen.

## Partnership
In het cricket betekent partnership (samenwerking) het aantal runs of overs, dat 2 batsmen samen afwerken. Zo is het eerste wicket partnership het aantal runs of overs dat de eerste 2 batsmen samen afwerken.

## Winnen met wickets
Een team kan winnen met wickets. Hiermee wordt het aantal batsmen die uitgaan bedoeld. Als een team met wickets wint, was het team als laatste aan het batten. Als het team met 10 wickets wint, is er geen batsman uitgegaan, dus hebben de eerste 2 batsmen de wedstrijd beslist. In dit geval is de overwinning meestal heel groot.

## Pitch
In sommige gevallen wordt de cricket pitch aangeduid met het wicket. Hoewel dit volgens de officiële cricketregels niet klopt, wordt deze betekenis regelmatig gebruikt. Vooral als het gaat over de staat van de pitch (bijvoorbeeld nat of droog), wordt het woord wicket fout gebruikt, in plaats van pitch.